# Johann Natterer
Johann Natterer (9 de noviembre de 1787 - 17 de junio de 1843) fue un naturalista y explorador austríaco.
En 1817 el Emperador Francisco I de Austria financió una expedición a Brasil en ocasión de la boda de su hija Archiduquesa Leopoldina (María Leopoldina de Austria) con el Príncipe de la Corona Portuguesa, Pedro de Alcantara, quién fue posteriormente Emperador de Brasil, llamándose Pedro I de Brasil y Pedro IV de Portugal. 
Natterer era el zoólogo en la expedición, y acompañó a otros naturalistas incluso a Johann Baptist von Spix y Carl Friedrich Philipp von Martius. Permaneció en América del Sur hasta 1835, mientras giraba a Viena una colección grande de especímenes, incluyendo nuevas especies como Lepidosiren paradoxa, el lungfish sudamericano que cedió al Naturhistorisches Museum. No publicó un trabajo de sus viajes, y se destruyeron sus cuadernos y diario en un incendio en 1848. 

## Honores
Se dedicaron varias especies de animales en su nombre incluso después de fallecido; por ejemplo el murciélago Myotis nattereri.

## Abreviatura (zoología)
La abreviatura Natterer  se emplea para indicar a Johann Natterer como autoridad en la descripción y taxonomía en zoología.

## Literatura
- Pelzeln, A. von (1868(7) — 1870). Zur Ornithologie Brasiliens: Resultate von Johann Natterers Reisen in den Jahren 1817 bis 1835 (en alemán y latín) (Abth.I, II: 1868; Abth. III, IV: 1870). pp. i-iv, 1-462, I-LIX, 1-18, 2 mapas. Wien (Viena): A. Pichler's Witwe & Sohn, 1871. Disponible en Biodiversitas Heritage Library.
- Kurt Schmutzer. Der Liebe zur Naturgeschichte halber. Johann Natterers Reisen in Brasilien 1817 - 1836 (= Veröffentlichungen der Kommission für Geschichte der Naturwissenschaften, Mathematik und Medizin 64), Verlag der Österreichischen Akademie der Wissenschaften, Viena 2011, ISBN 978-3-7001-6991-8